# Magnus de Holstein
Pour les articles homonymes, voir Magnus.
Magnus de Holstein, né le 26 août 1540 à Copenhague et mort le 18 mars 1583 à Piltene (actuelle Lettonie), duc de Holstein, est un prince de la famille royale danoise (maison d'Oldenbourg), frère du roi Frédéric II, devenu, au cours de la guerre de Livonie, roi de Livonie (1570-1578) en tant que vassal du tsar de Russie Ivan IV.

## Biographie

### Origines familiales et formation
Magnus de Holstein, né au château de Copenhague, est le fils de Christian III de Danemark et de Dorothée de Saxe-Lauenbourg. 
À l'âge de 17 ans, il est envoyé en Allemagne pour parfaire son éducation dans diverses cours allemandes. 
Après la mort de son père en 1559, il rentre au Danemark pour le couronnement de son frère aîné Frédéric II de Danemark.

### Évêque
En 1560, l'évêché d'Ösel-Wiek est vendu au Danemark par le prince-évêque Johann von Münchhausen et Magnus, quoique luthérien, en devient le titulaire le 13 mai 1560. Il devient également évêque d'une partie de l'île d'Ösel et évêque de l'Courlande.

Armories de Magnus de Holstein, evêque d'Ösel-Wiek.

### Roi de Livonie
Le royaume de Livonie est proclamé le 10 juin 1570 par Ivan IV, mais il n'a aucune autre reconnaissance internationale que celles de la Russie et du Danemark. Ce royaume couvre en principe les territoires actuels de l'Estonie et de la Lettonie.
Magnus de Holstein est d'ailleurs couronné roi de Livonie à Moscou, reconnaissant son allégeance au tsarat de Russie par un traité qu'il signe avec les émissaires d'Ivan IV, Vassili et Andreï Chtchelkalov qui ont la fonction d'oprichnik du tsar. 
Il retourne en Livonie avec 20 000 soldats et met le siège devant Reval (Tallinn), occupée par les Suédois, mais le lève en mars 1571. 
En 1573, il épouse Marie de Staritsa (1560-1597), fille du prince Vladimir de Staritsa qui lui donnera deux enfants.
En 1577, ayant perdu la faveur du tsar Ivan IV, il se retourne vers son frère, Frédéric II, qui lui refuse son soutien. Magnus se tourne alors vers la noblesse germano-balte de Livonie, mais il est finalement capturé par les Russes et doit renoncer à son titre royal. 
Il termine ses jours au château de Piltene en Courlande.